# 墨俣宿

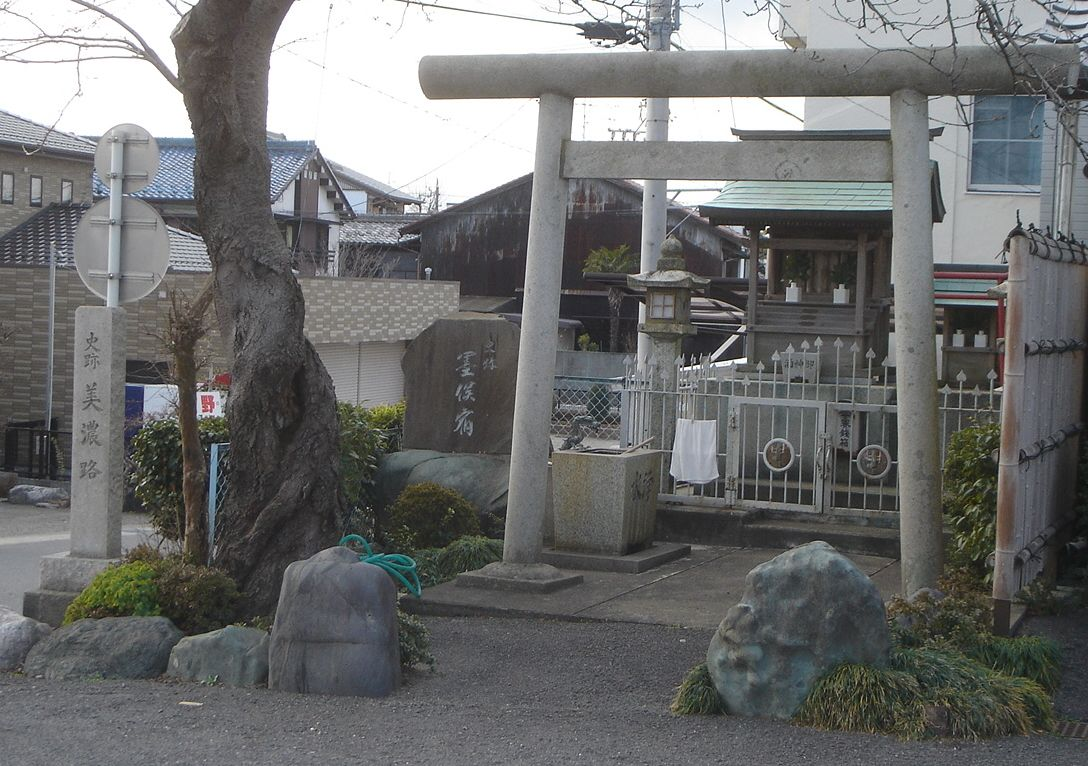
墨俣宿跡

墨俣宿（すのまたじゅく）は、美濃路の宿場である。現在の岐阜県大垣市墨俣地域自治区（旧安八郡墨俣町）にある。

## 概要
墨俣は、美濃路が設定される以前より、古くから宿場町として栄えていた。室町時代迄の鎌倉街道（京～鎌倉）の宿場町は大垣市墨俣町上宿付近にあり、美濃路の設定時に大垣市墨俣町墨俣付近に移設された。
揖斐川と長良川に挟まれており、重要な宿場であった。長良川には墨俣の渡しという渡し船があった。
近くには豊臣秀吉ゆかりの墨俣城（墨俣一夜城）がある。

## 最寄り駅
付近に鉄道は無い。強いてあげるなら、JR東海道本線 穂積駅、大垣駅。又は樽見鉄道樽見線 横屋駅になるが、どの駅からも直線で4km以上離れている。
バス停では｢墨俣｣バス停が最寄となる。
- JR岐阜駅バスターミナル（岐阜駅北）6番のりば、名鉄岐阜のりば（名鉄岐阜駅西）より、岐阜バスおぶさ墨俣線、｢墨俣｣行き。
- 大垣駅前バスのりば（大垣駅南）2番のりばより、名阪近鉄バス岐垣線、｢岐阜聖徳学園大学｣行き。

## 史跡・みどころ
- 本陣跡（大垣市指定史跡）[1]
- 脇本陣跡
- 本正寺（山門は脇本陣の門を移築したもの）

## 隣の宿
美濃路
起宿 - 墨俣宿 - 大垣宿
※ 起宿と墨俣宿の間の南宿村（現・羽島市足近町南宿）には、間の宿が設置されていた。